# قره‌جنگل علیا
قره‌جنگل علیا، روستایی از توابع بخش مرکزی شهرستان بجنورد در استان خراسان شمالی ایران است.

## جمعیت
این روستا در دهستان بدرانلو قرار دارد و براساس سرشماری مرکز آمار ایران در سال ۱۳۸۵، جمعیت آن ۲۴۸ نفر (۵۱خانوار) بوده‌است.

## زبان
زبان ساکنان این روستا کردی است.